# Simonstal
Das Naturschutzgebiet Simonstal liegt auf dem Gebiet der Gemeinde Irndorf im Landkreis Tuttlingen in Baden-Württemberg.
Das Gebiet erstreckt sich nördlich von Irndorf. Westlich verläuft die Kreisstraße K 5902 und erstreckt sich das 37,1 ha große Naturschutzgebiet Hüttenberg, nordwestlich erstreckt sich das 104,9 ha große Naturschutzgebiet Irrendorfer Hardt, nördlich verläuft die K 8213.

## Bedeutung
Das 46,3 ha große Gebiet steht seit dem 23. August 1993 unter der Kenn-Nummer 3.193 unter Naturschutz. Es handelt sich um ein reich strukturiertes Tal mit einem Mosaik aus verschiedenen Typen von Magerrasen, Brachen, Bergfettwiesen, Steinriegelhecken, größeren Feldgehölzen und Einzelbäumen als Lebensraum für eine Vielzahl seltener und gefährdeter Tier- und Pflanzenarten.